# Анрі Бард
Анрі Бард (фр. Henri Bard, 28 квітня 1892, Ліон — 26 січня 1951, Париж) — французький футболіст, нападник. Відомий виступами, зокрема, в складі клубів «Расінг» (Париж), «СА Париж» і національної збірної Франції. Володар Кубка Франції. Учасник Олімпійських ігор 1920 і 1924 років.

## Досягнення
- Володар Кубка Франції: (1)

«СА Париж»: 1919-20
- Фіналіст Кубка Франції: (1)

«Ліон»: 1917-18

### Статистика виступів за збірну

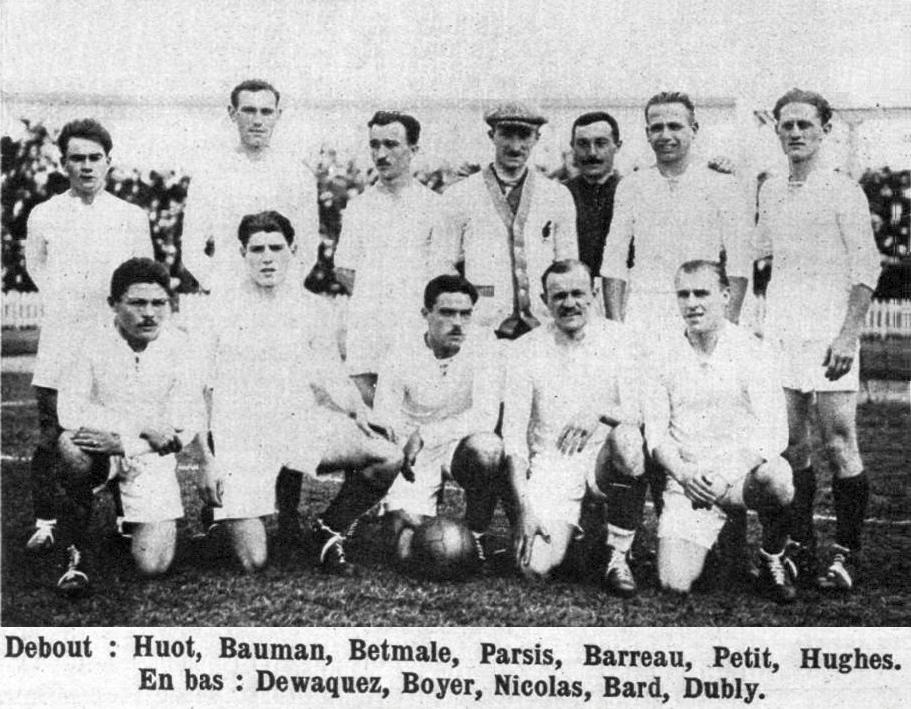
Франція на олімпійських іграх 1920. Бард другий справа у нижньому ряду

| Дата       | Місто              | Господарі  | Результат | Гості          | Турнір           | Голи | Примітки        |
| ---------- | ------------------ | ---------- | --------- | -------------- | ---------------- | ---- | --------------- |
| 27/02/1913 | Коломб             | Франція    | 1 – 4     | Англія         | товариський матч | -    |                 |
| 25/01/1914 | Лілль              | Франція    | 4 – 3     | Бельгія        | товариський матч | 1    |                 |
| 08/02/1914 | Люксембург (місто) | Люксембург | 5 – 4     | Франція        | товариський матч | 1    |                 |
| 09/03/1919 | Уккел              | Бельгія    | 2 – 2     | Франція        | товариський матч | -    |                 |
| 18/01/1920 | Мілан              | Італія     | 9 – 4     | Франція        | товариський матч | 2    | Капітан команди |
| 29/02/1920 | Женева             | Швейцарія  | 0 – 2     | Франція        | товариський матч | -    | Капітан команди |
| 28/03/1920 | Париж              | Франція    | 2 – 1     | Бельгія        | товариський матч | -    | Капітан команди |
| 29/08/1920 | Антверпен          | Франція    | 3 – 1     | Італія         | ОІ 1920 - 1/4    | 1    | Капітан команди |
| 31/08/1920 | Антверпен          | Франція    | 1 – 4     | Чехословаччина | ОІ 1920 - 1/2    | -    | Капітан команди |
| 20/02/1921 | Марсель            | Франція    | 1 – 2     | Італія         | товариський матч | -    |                 |
| 06/03/1921 | Форе               | Бельгія    | 3 – 1     | Франція        | товариський матч | -    |                 |
| 05/05/1921 | Париж              | Франція    | 2 – 1     | Англія         | товариський матч | -    |                 |
| 13/11/1921 | Париж              | Франція    | 0 – 5     | Нідерланди     | товариський матч | -    |                 |
| 28/01/1923 | Сан-Себастьян      | Іспанія    | 3 – 0     | Франція        | товариський матч | -    |                 |
| 02/04/1923 | Амстердам          | Нідерланди | 8 – 1     | Франція        | товариський матч | 1    |                 |
| 22/04/1923 | Париж              | Франція    | 2 – 2     | Швейцарія      | товариський матч | -    |                 |
| 10/05/1923 | Париж              | Франція    | 1 – 4     | Англія         | товариський матч | -    |                 |
| 28/10/1923 | Париж              | Франція    | 0 – 2     | Норвегія       | товариський матч | -    |                 |
| Усього     |                    | Матчів     | 18        |                | Голів            | 6    |                 |